# Zákopčie
Zákopčie est un village de Slovaquie situé dans la région de Žilina.

## Histoire
Première mention écrite du village en 1662.

## Démographie

### Évolution de la population
| Année:               | 1994. | 2004.   | 2014.   | 2024.   |
| -------------------- | ----- | ------- | ------- | ------- |
| Nombre de personnes: | 1726  | 1830    | 1797    | 1683    |
| Différence:          |       | +6,02 % | -1,80 % | -6,34 % |

| Année:               | 2023. | 2024.   |
| -------------------- | ----- | ------- |
| Nombre de personnes: | 1692  | 1683    |
| Différence:          |       | -0,53 % |